# Victor Valois
Victor Valois (* 14. August 1841 in Preußisch Holland; † 4. Januar 1924 in Königsberg) war ein Vizeadmiral der Kaiserlichen Marine und zuletzt von 1892 bis 1896 Chef der Marinestation der Nordsee in Wilhelmshaven.

## Familie
Victor Valois’ Urgroßvater war ein aus Orléans stammender Franzose, der während des Siebenjährigen Krieges unter falschen Vorgaben in die Schweiz gelockt und dort von Werbern in den österreichischen Militärdienst gepresst wurde. In der Schlacht bei Liegnitz geriet er 1760 in preußische Gefangenschaft, trat in die preußische Armee ein und ließ sich nach dem Krieg in Preußisch Holland in Ostpreußen nieder.
Sein Sohn kam als Kaufmann in Königsberg zu etwas Wohlstand und dessen Sohn, der Vater Victor Valois’, studierte um anschließend Justizkommissar in Preußisch Holland zu werden. Er war verheiratet mit Antonie, geb. Pohl-Senslau, einer Tochter Karl Pohl-Senslaus, einem Abgeordneten im preußischen Herrenhaus. Victor Valois heiratete erst spät seine Frau Minna, geb. von Behrendt, die ihn während seiner Zeit als Chef des Ostasiengeschwaders zeitweise nach Übersee begleitete.

## Militärische Laufbahn

### Preußische Marine und Marine des Norddeutschen Bundes

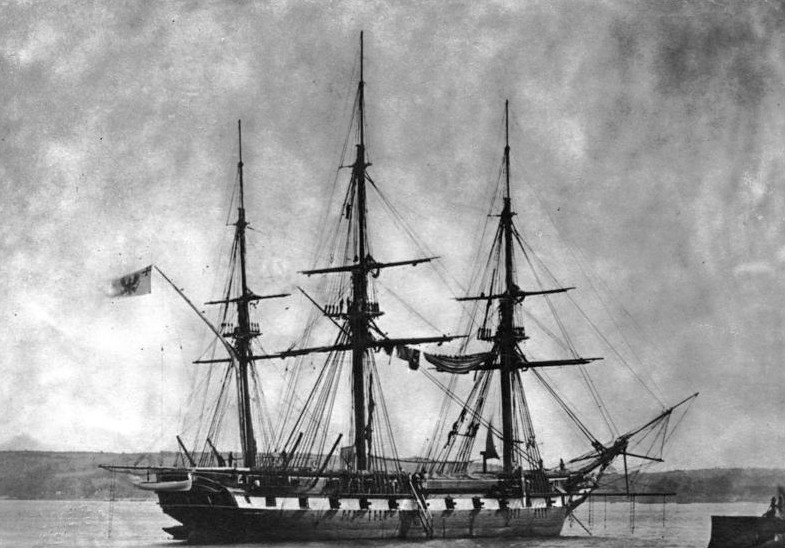
Auf der Fregatte Thetis nahm Valois an einer dreijährigen Ostasienreise teil

Die Augusta

Im Frühjahr 1857 trat Valois, noch vor Vollendung des 16. Lebensjahres, in die preußische Marine ein und bestand am 18. Juni sein Eintrittsexamen am Seekadetteninstitut in Berlin. Zum Kadett-Aspiranten ernannt trat er anschließend sein erstes Bordkommando auf der Korvette Amazone an, mit der er eine Ausbildungsreise nach Skandinavien und Großbritannien unternahm. Anschließend folgte ein Lehrgang am Seekadetteninstitut, an den sich 1858 eine dreimonatige Ausbildungsreise auf der Fregatte Gefion anschloss. Zusammen mit den anderen Kadetten seines Jahrgangs wurde Valois von 1859 bis 1862 auf die Fregatte Thetis versetzt und nahm an deren dreijähriger Ostasienreise teil. Nach der Rückkehr besuchte Valois einen abschließenden Offizierlehrgang, den er mit dem Examen zum Leutnant zur See beendete, und wurde zum Fähnrich zur See befördert.
Wegen des sich abzeichnenden Deutsch-Dänischen Krieges wurde im Herbst 1863 die Mobilmachung der Flotte angeordnet. Um die in Reserve befindlichen Kanonenboote zu bemannen, wurde Valois zusammen mit anderen Fähnrichen nach kurzem Einsatz in der Flotte zur Kanonenbootflottille nach Stralsund versetzt. Er war Wachoffizier auf dem Dampfkanonenboot Loreley, dem Führerboot des Flottillenchefs Kapitän zur See Hans Kuhn. Am 17. März 1864 nahm er mit diesem Boot am Seegefecht bei Jasmund teil. Nach dem Deutschen Krieg 1866 wurde die preußische Marine in die Marine des Norddeutschen Bundes überführt.
Von 1865 bis 1868 nahm Valois an der Weltumseglung der Korvette Vineta teil. Anschließend diente er auf der Segelkorvette Nymphe. Nach Beginn des Deutsch-Französischen Krieges 1870 wurde die eingefahrene Besatzung der Nymphe auf die schnellere, noch in der Ausrüstung befindliche Kreuzerkorvette Augusta überführt, um mit dieser am Krieg teilzunehmen. Valois, inzwischen zum Kapitänleutnant befördert, hatte die Aufgabe des Zweiten Offiziers und Navigationsoffiziers. Nach dem Auslaufen aus Danzig lief die Augusta rund um die britischen Inseln vor die französische Westküste. Vor der Girondemündung konnten zwei Schiffe als Prisen genommen werden, ein Dampfer mit Versorgungsgütern für die französische Armee wurde versenkt. Anschließend lief die Augusta nach Vigo, wo sie bis Kriegsende durch drei französische Kriegsschiffe blockiert wurde. Im März 1871 kehrte sie nach Kiel zurück.

### Kaiserliche Marine

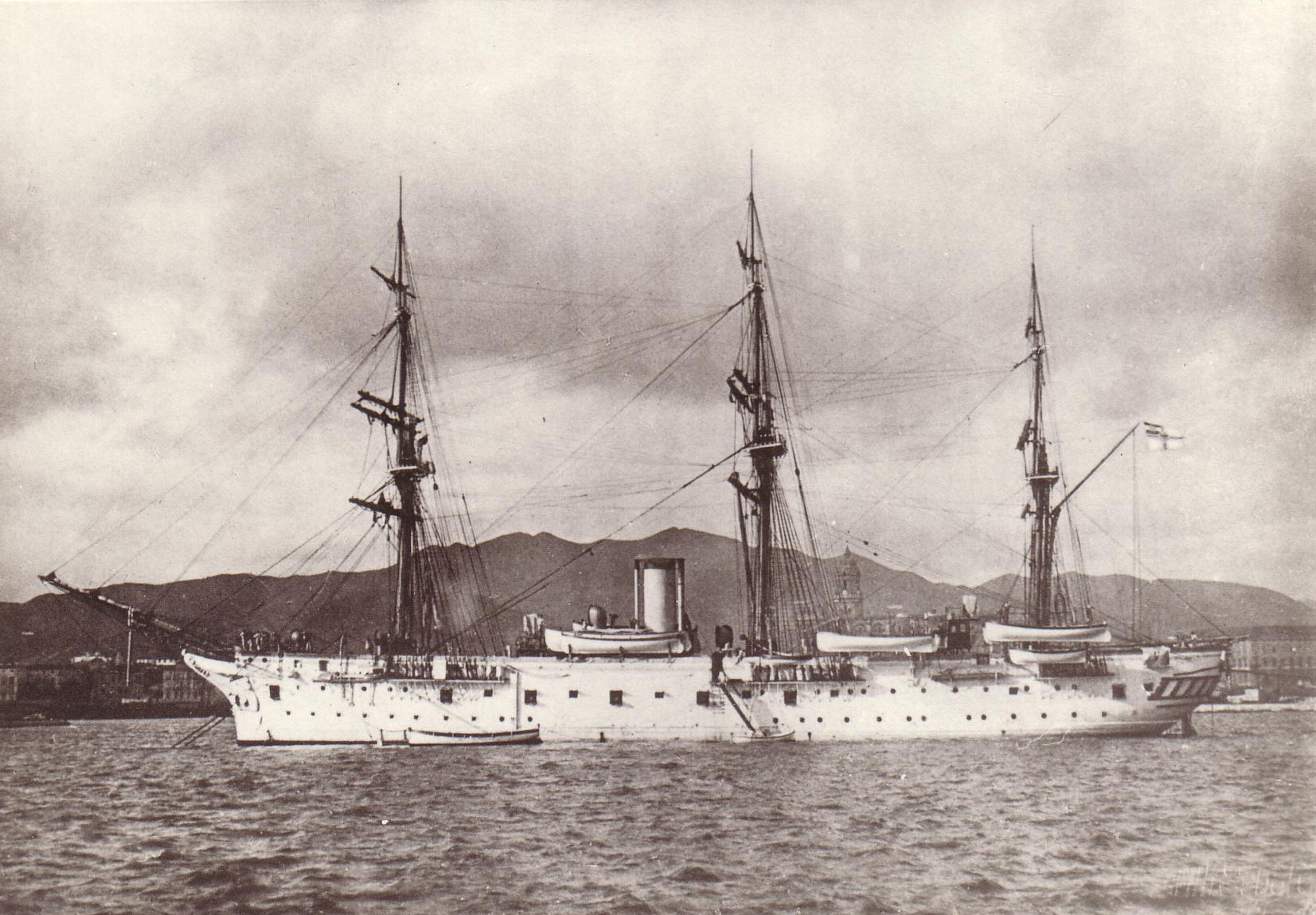
Kreuzerfregatte Gneisenau

Nachdem aus der Marine des Norddeutschen Bundes nunmehr die Kaiserliche Marine geworden war, besuchte Valois 1874 die Marineakademie zusammen mit den späteren Admiralen Otto von Diederichs, Felix von Bendemann und Gustav von Senden-Bibran. Er diente als Erster Offizier auf der Korvette Vineta. 1881 war er Kommandant der Korvette Victoria und setzte mit diesem Schiff deutsche Interessen in Liberia durch. Außerdem beteiligte er sich an einer gemeinsamen Machtdemonstration mit britischen Kräften vor Montenegro. 1884–86 führte Valois die Kreuzerfregatte Gneisenau und nahm mit ihr an Operationen des Ostafrikanischen Kreuzergeschwaders teil. Dabei gab er unter anderem den ersten offiziellen Bericht über das deutsche Schutzgebiet Witu ab.
Von Oktober 1887 bis März 1889 war Valois Oberwerftdirektor der Kaiserlichen Werft Danzig und anschließend bis März 1890 in gleicher Funktion bei der Kaiserlichen Werft Kiel. Dort wurde er am 1. April 1889 zum Konteradmiral befördert. Von Mai 1890 bis Februar 1892 war er Chef des Kreuzergeschwaders, das er 1891 vor die Küste Chiles führte, um den dort lebenden Deutschen während eines Bürgerkrieges Schutz zu gewähren. Nach Deutschland zurückgekehrt war er vom 15. Oktober 1892 bis zum 1. August 1896 Chef der Marinestation der Nordsee, um anschließend in den Ruhestand zu treten.

## Tätigkeiten nach der Pensionierung
Nach seiner Pensionierung war Valois schriftstellerisch tätig und befasste sich mit aktuellen Marinethemen. Er war einer der Gegner der Tirpitz'schen Flottenrüstung. Valois war Mitglied des Kolonialrats und von 1900 bis 1902 Geschäftsführender Vizepräsident der Deutschen Kolonialgesellschaft. Hier nahm er eine fortschrittliche Position ein und setzte sich, wenn auch vergeblich, für die Abschaffung der Sklaverei in deutschen Kolonien ein.

## Werke
- Marokko – Helgoland. Berlin o. J. (ca. 1895)
- Seemacht Seegeltung Seeherrschaft – Kurze Betrachtung über Seekriegsführung, Verlag Walter de Gruyter, Berlin 1899
- Aus den Erlebnissen eines alten Seeoffiziers. Potsdam o. J. (ca. 1900)
- Die Kreuzfahrt. S.M.S. Augusta an der französischen Küste. Episode aus dem großen Krieg 1870–71. Berlin 1903
- Deutschland als Seemacht. Leipzig 1908
- Amerikana Japs und Yankees: der Panamakanal als Erzieher: Monroe Doktrin. Berlin 1914
- Nieder mit England! 1914 oder 1915

## Erinnerung an Victor Valois
In Wilhelmshaven sind der Valoisplatz, das City Hotel Valois und das dazugehörige Hotelrestaurant Le Valois nach Victor Valois benannt.